# Kamaitachi

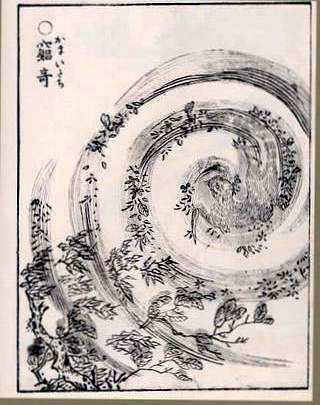
Kamaitachi.

El kamaitachi (del japonés:窮奇, y algunas veces también kama-itachi: 鎌鼬), traducido del japonés como el armiño de la hoz; es un yōkai del folclore japonés con aspecto de mustélido y velocidad extraordinaria. "Kama" es una especie de hoz japonesa, también usada con algunas modificaciones como arma por los campesinos de la época. Itachi significa comadreja.
Siempre va armado con una hoz o según otras versiones de garras con tal forma, ocasionalmente infligía cortes o arañazos a las personas sin razón. Esta criatura, parecida a una comadreja, se dice que cabalga en un torbellino, y posee garras muy agudas en forma de hoz con que atacar los humanos, causando heridas profundas e indoloras. Se decía que cualquier herida o daño físico de causa desconocida, o bien de la que no se podía o no se quería hablar, se le atribuía a esta criatura.
En la prefectura de Gifu, el kamaitachi se dice que trabaja en equipos de tres, el primero se apresura y aturde a la víctima, el segundo corta con sus garras, y el tercero aplica la medicina que suprime el sangrar de la víctima.

## Cultura popular
- El Pokémon número 215, Sneasel, el número 461, Weavile, y el número 905, Sneasler, están basados en un kamaitachi. Asimismo, el nombre original del movimiento "Viento Cortante" es "Kamaitachi".
- En Naruto, el personaje Temari puede invocar un kamaitachi.
- En el manga y anime Dororo aparece un kamaitachi atacando al protagonista, pero es ahuyentado por el doctor.
- En la franquicia Yu-Gi-Oh!, diversas Cartas de Monstruo del arquetipo "Yosenju" (así como "Hurón de Fuego Esgrimista") están basados en kamaitachis. En concreto, las Cartas de Monstruo "Yosenju Kama 1" ("Yōsenjū Kamaitachi"), "Yosenju Kama 2" ("Yōsenjū Kamanitachi") y "Yosenju Kama 3" ("Yōsenjū Kamamitachi") hacen alusión al grupo de tres kamaitachis.
- Suzu Fujibayashi, personaje de Tales of Phantasia, posee un arte ninja de viento llamado Omega Storm que, en japonés, recibe el nombre de Kamaitachi y son múltiples cuchillas de viento.
- En la franquicia Digimon, hay dos criaturas basadas en el Kamaitachi llamadas Reppamon y Kyukimon. Reppamon está asociado a Sleipmon de los Caballeros Reales, siendo su forma de nivel Adulto (o Campeón) y Kyukimon es famoso por aparecer en productos como Digimon World 3.